# Watenstedt (Gevensleben)
Watenstedt ist ein Ortsteil der niedersächsischen Gemeinde Gevensleben im Landkreis Helmstedt.

## Geographie

### Geographische Lage
Watenstedt liegt südlich des Naturparks Elm-Lappwald im Westen des Jerxheimer Hügellandes und gehört damit zum Ostbraunschweigischen Hügelland.

## Geschichte
Eine im Jahr 2015 durchgeführte Ausgrabung führte zur Datierung der Kreisgrabenanlage von Watenstedt in den Beginn des 5. Jahrtausends v. Chr. Die Anlage mit einem Durchmesser von mehr als 50 Metern liegt auf einer Hügelkuppe in Dorfnähe. Einer jüngeren Zeitepoche ist die Hünenburg bei Watenstedt zuzurechnen, die für die Bronzezeit eine erneute bäuerliche Besiedlung der Region belegt.

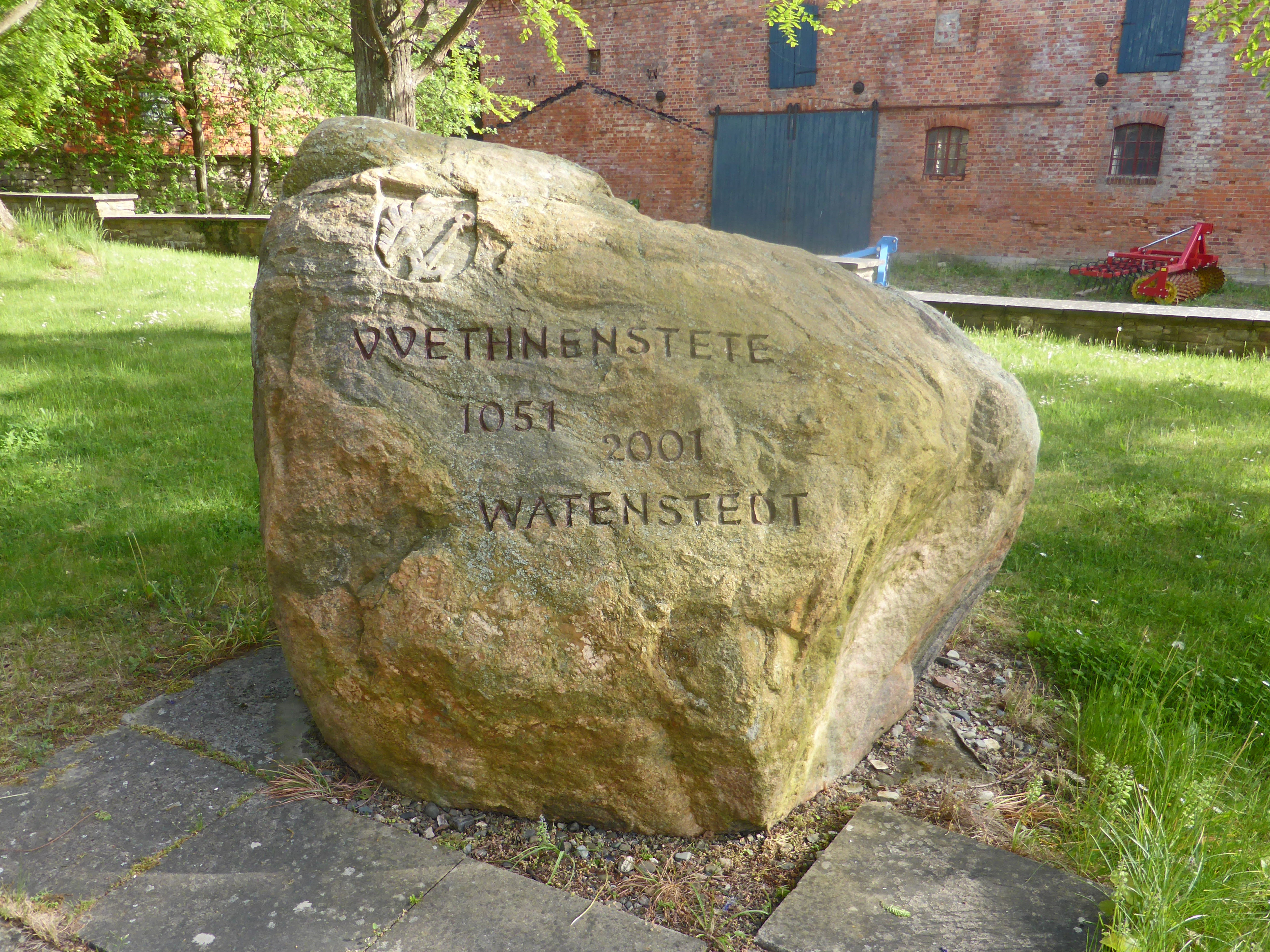
Gedenkstein an die Ersterwähnung

Die erste bekannte urkundliche Erwähnung der Ortschaft erfolgte 1051 als Vvethnenstete. 1147 hatte Luthard I. Edler von Meinersen Vogteirechte an der hiesigen Kirche, eine Kapelle ist für 1153 belegt. Dem St.-Lorenz-Stift in Schöningen schenkte Luthard eine Hufe.
Im Fürstentum Braunschweig-Wolfenbüttel lag Watenstedt im Amt Jerxheim des Elmbezirkes. In der Franzosenzeit gehörte Watenstedt zum Kanton Jerxheim im Distrikt Braunschweig, welches zum Departement der Oker des Königreiches Westphalen gehörte. Am 1. Januar 1833 wurde der (Land)kreis Helmstedt gegründet, dem Watenstedt bis heute angehört.
1843 wurde Watenstedt an das Schienennetz angeschlossen und bekam einen Bahnhof, und 1864 folgte die Eröffnung einer Zuckerfabrik. Infolgedessen vergrößerte sich die Einwohnerzahl von Watenstedt erheblich.
Im Ersten Weltkrieg ließen 12 Soldaten aus Watenstedt ihr Leben. Im Zweiten Weltkrieg fielen 43 Männer aus Watenstedt, weitere 15 Soldaten wurden vermisst.
1949 wurde in Watenstedt eine Volksbücherei eröffnet. Infolge der Flucht und Vertreibung Deutscher aus Mittel- und Osteuropa von 1945–1950 hatte sich die Einwohnerzahl von Watenstedt von 512 (1939) auf 920 (1950) vergrößert, davon waren 1950 254 Heimatvertriebene.
Am 1. März 1974 wurde Watenstedt in die Nachbargemeinde Gevensleben eingegliedert.

### Einwohnerentwicklung
| Jahr      | 1821 | 1849 | 1871 | 1905 | 1910 | 1925 | 1933 | 1939 | 1950 | 1956 |
| --------- | ---- | ---- | ---- | ---- | ---- | ---- | ---- | ---- | ---- | ---- |
| Einwohner | 273  | 300  | 689  | 757  | 718  | 604  | 549  | 512  | 920  | 734  |

## Religion
Watenstedt wurde durch die Reformation im 16. Jahrhundert protestantisch geprägt.
Watenstedt mit seiner St.-Stephan-Kirche ist Sitz der Kirchengemeinde St. Stephan am Großen Bruch, die ihr Kirchenbüro in Watenstedt und ihren Pfarrsitz an der St.-Vincenz-Kirche in Schöningen hat. Sie gehört zur Propstei Helmstedt der Evangelisch-lutherischen Landeskirche in Braunschweig. Zur Kirchengemeinde St. Stephan am Großen Bruch gehören neben Watenstedt auch die Dörfer Barnstorf, Gevensleben und Ingeleben.
Katholische Einwohner gehören zur Pfarrei Maria Hilfe der Christen mit Sitz in Schöningen, zu der die Filialkirche Maria von der Immerwährenden Hilfe im nähergelegenen Jerxheim gehört.

## Kultur und Sehenswürdigkeiten

### Museum

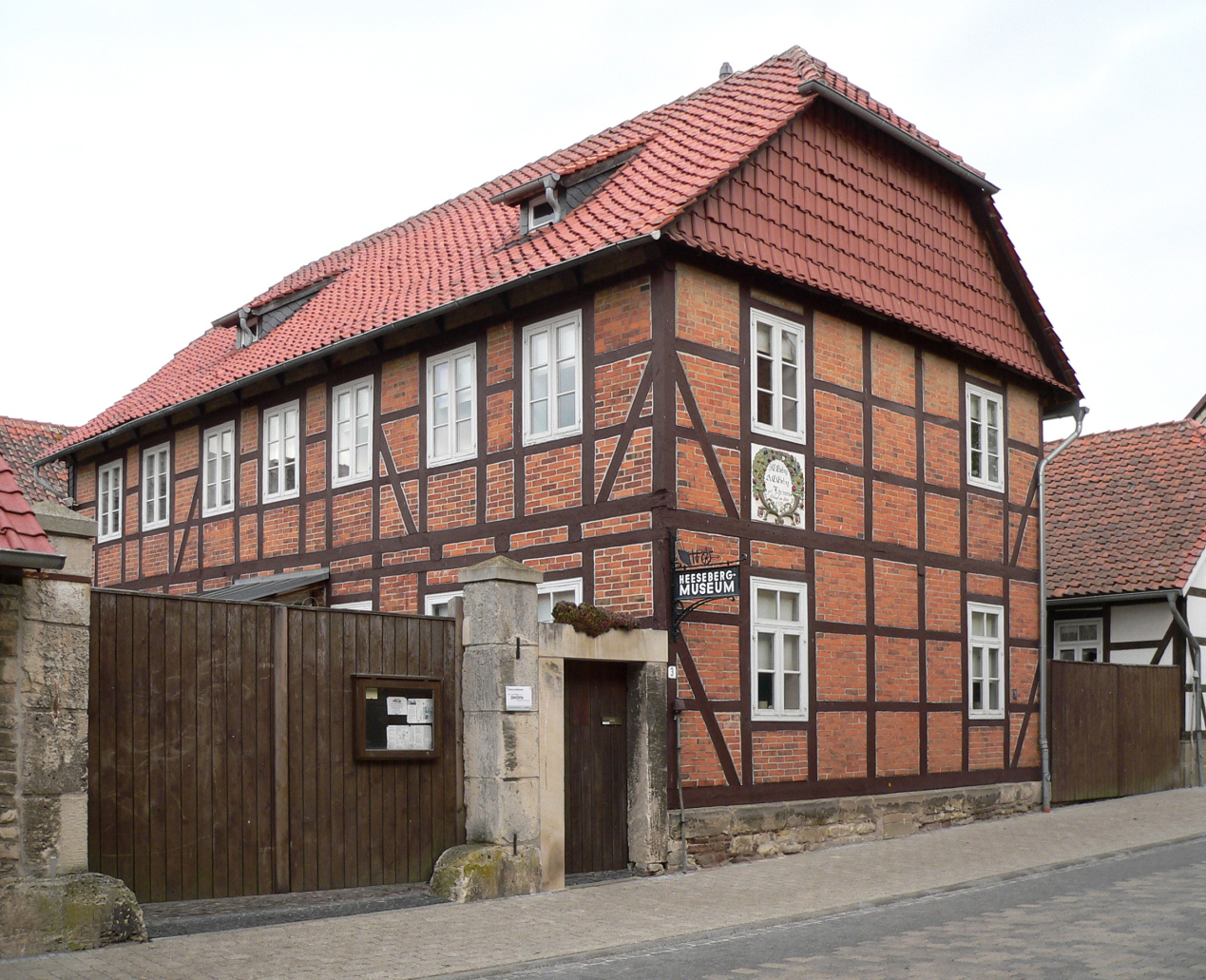
Heesebergmuseum

In einem ehemaligen bäuerlichen Fachwerkhaus aus dem Jahre 1850 sind in dem am 24. November 1981 eröffneten Heeseberg-Museum eine bedeutende Sammlung von verschiedenen Geräten aus Landwirtschaft und Haushalten sowie geschichtliche Dokumente zu sehen.

### Bauwerke

#### Kirche St. Stephan

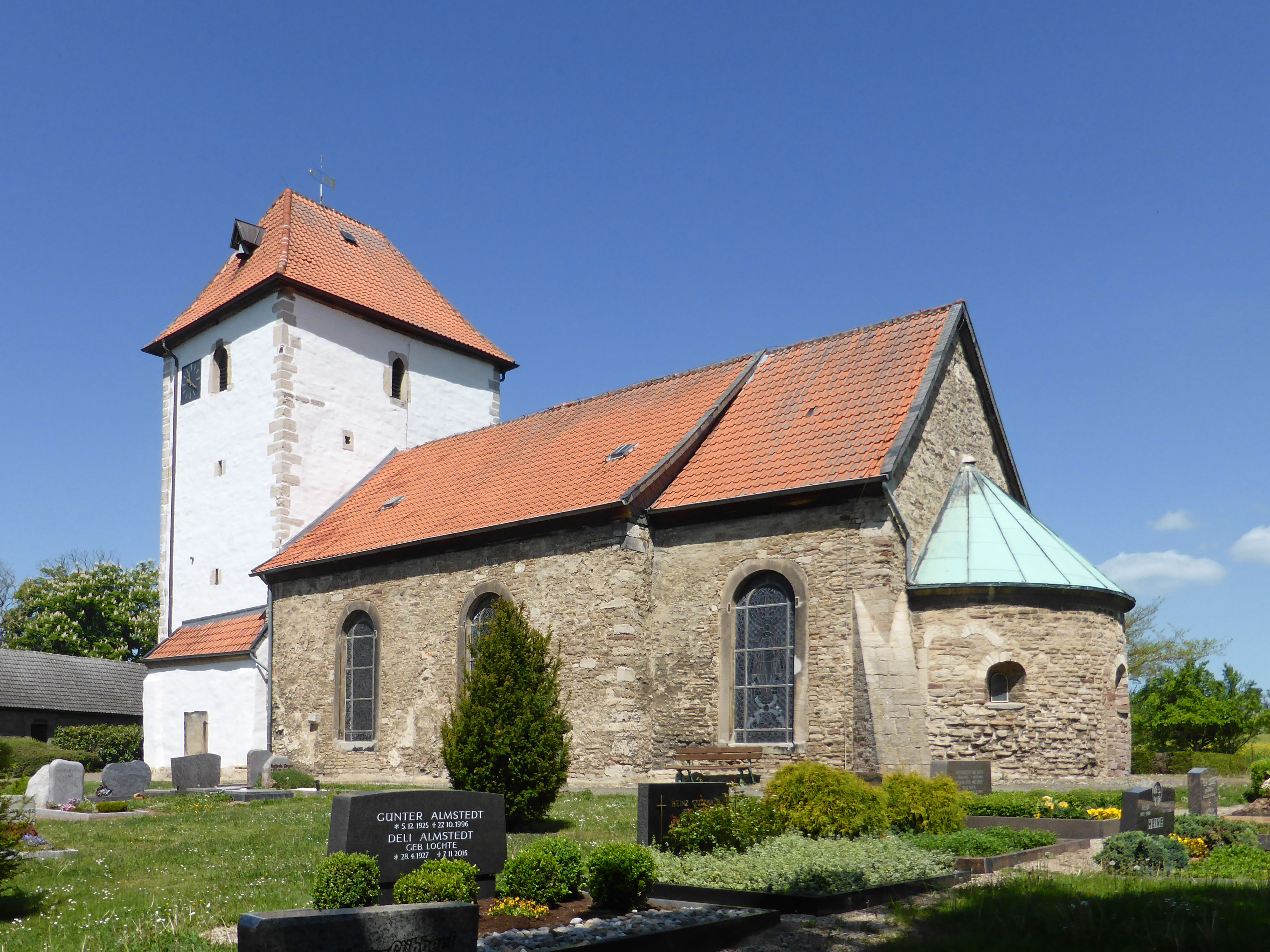
Kirche St. Stephan

Die geostete romanische Kirche St. Stephan war im frühen und hohen Mittelalter ein bedeutender Archidiakonatssitz, also eine kirchliche Verwaltungseinheit, die direkt unterhalb des Bistums angesiedelt war, in diesem Fall des Bistums Halberstadt. Seit der Reformation ist die Kirche evangelisch-lutherisch und gehört zur Landeskirche Braunschweig. In der Apsis sind noch romanische Ausmalungen erhalten, die 1895 freigelegt und ergänzt wurden.

#### Befestigungsanlage
Östlich des Dorfes befindet sich die frühgeschichtliche und frühmittelalterliche Hünenburg bei Watenstedt, von der sich noch deutlich erkennbar die ringförmige Wallanlage erhebt. Die seit 1998 durchgeführten archäologischen Untersuchungen lassen den Schluss zu, dass es sich bei der Hünenburg um die Hoohseoburg handelt, die bis zum 8. Jahrhundert ein sächsischer (ostfälischer) Fürstensitz war, dann aber von den Franken erobert wurde.

#### Weitere Bauwerke

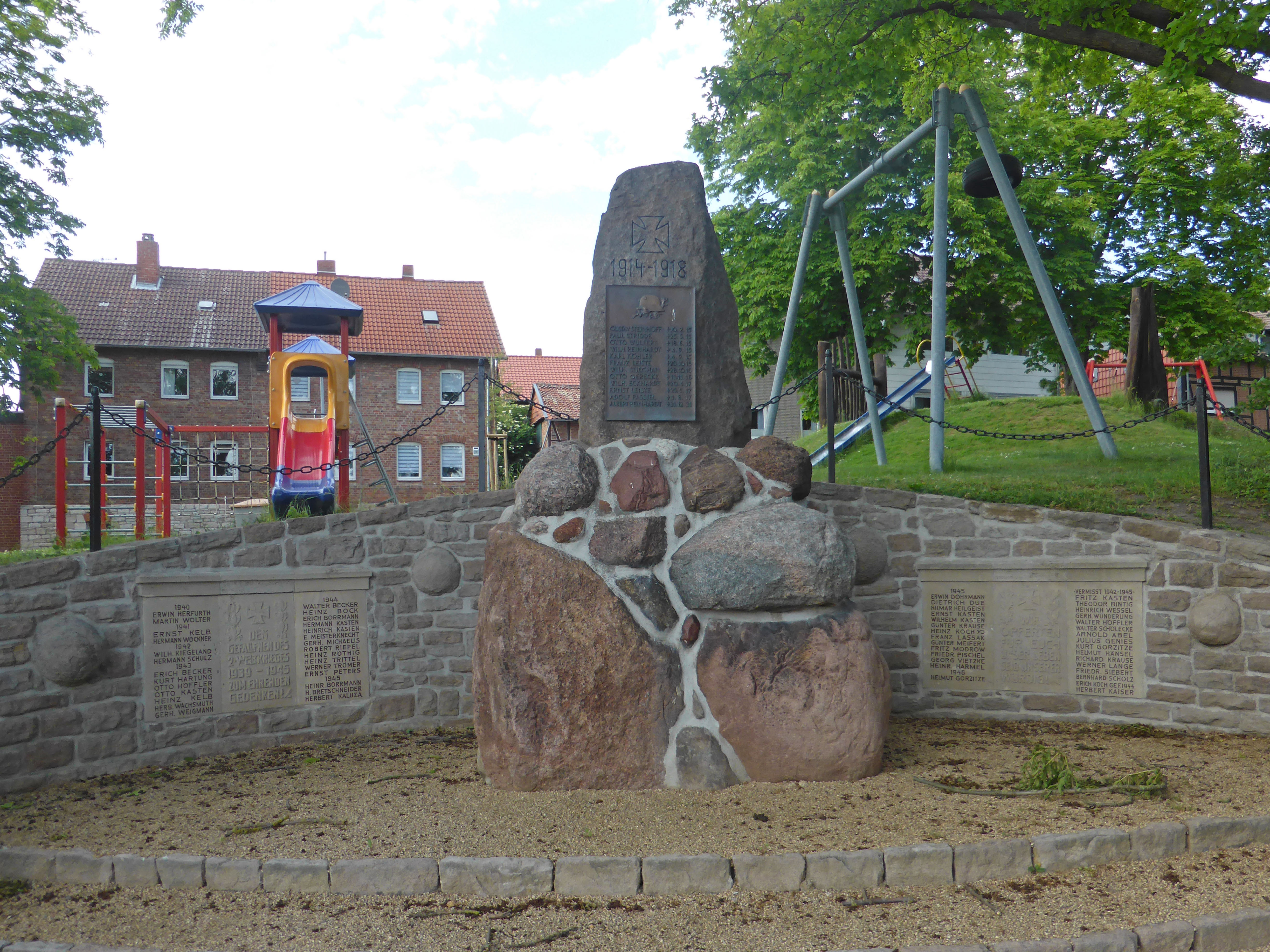
Kriegerdenkmal

Das Kriegerdenkmal erinnert an die Opfer der beiden Weltkriege aus Watenstedt, die auf dem Denkmal namentlich aufgelistet sind. Ein Gedenkstein wurde anlässlich des 950-jährige Ortsjubiläums, das im Jahre 2001 begangen wurde, aufgestellt.
Neben der Kirche, dem Pfarrhaus, dem Heesebergmuseum und dem ehemaligen Gasthaus sind mehrere Wohnhäuser und landwirtschaftliche Gebäude in Watenstedt im Denkmalatlas Niedersachsen als Baudenkmal aufgeführt.

### Grünflächen und Naherholung
Nördlich von Watenstedt besteht das Naturschutzgebiet Hahntal und Höckels, am Westrand der Gemarkung Watenstedt befindet sich das Naturschutzgebiet Soltauquelle. Ein nahegelegenes Ausflugsziel ist der Heeseberg mit seinem Aussichtsturm und der Berggaststätte. Für weitere Spaziergänge und Wanderungen bietet sich der rund zehn Kilometer entfernte Elm an.

### Sport
Watenstedt verfügt über einen an der Fabrikstraße gelegenen Sportplatz. Watenstedter Sportverein ist der F. C. Watenstedt e.V. 1965, seine Fußballsparte spielt heute in dem am 12. April 2015 gegründeten Fußball Club Heeseberg e.V.

## Wirtschaft und Infrastruktur

### Unternehmen

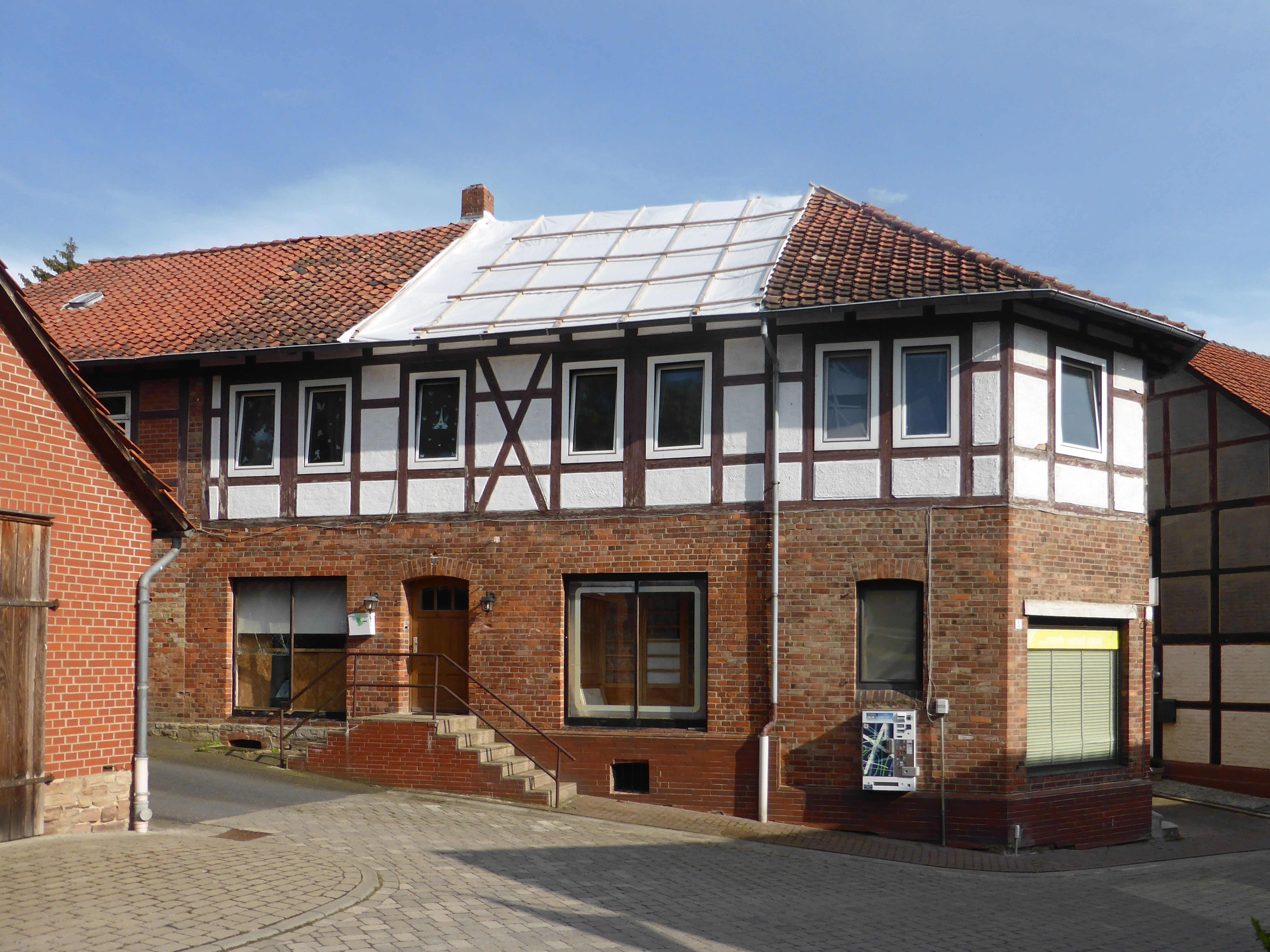
Ehemalige Gemischtwarenhandlung

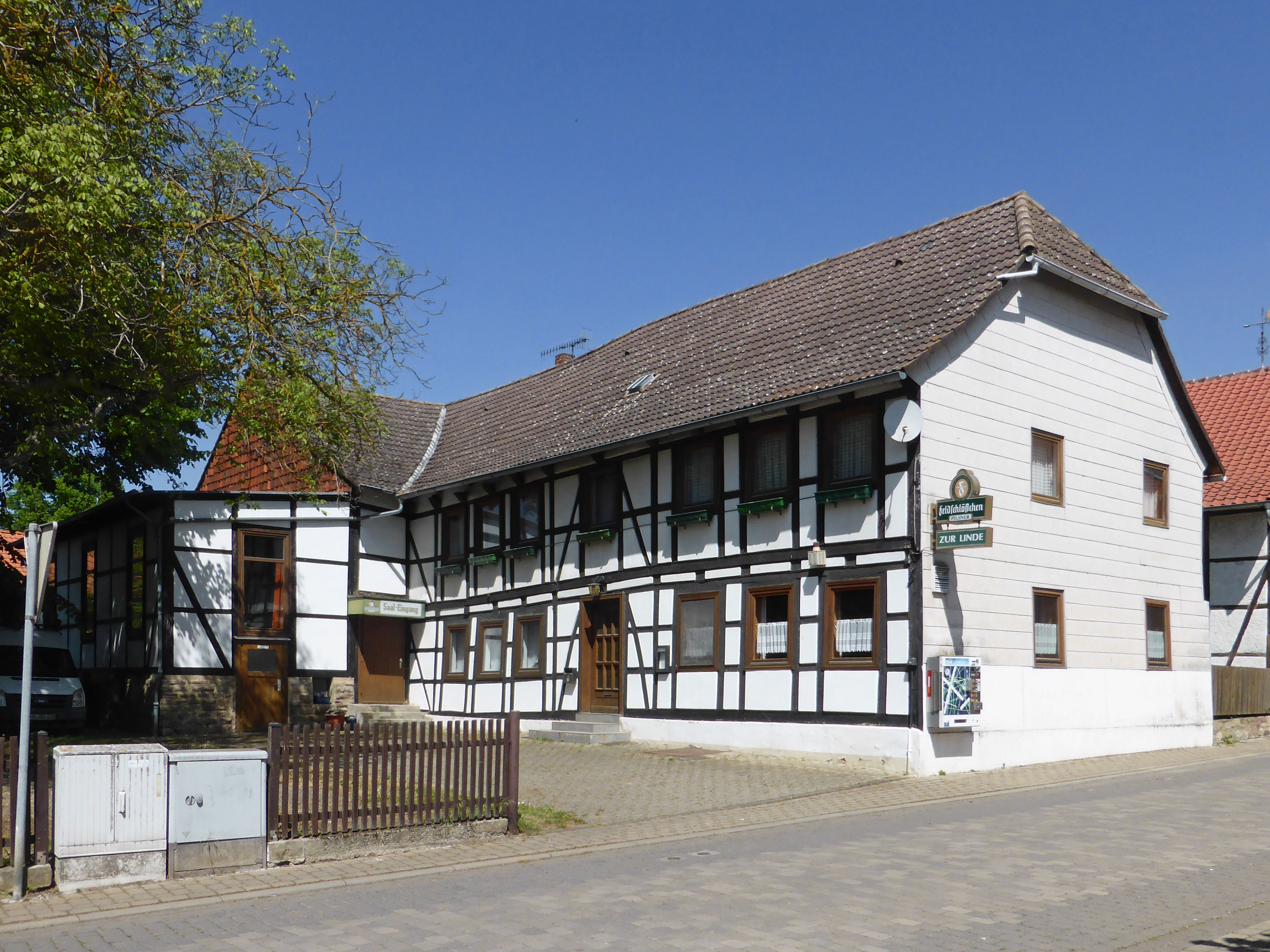
Ehemalige Gaststätte

Watenstedt ist landwirtschaftlich geprägt.
Die Poststelle I, die dem Hauptpostamt Schöningen untergeordnet war, wurde geschlossen. Nach der Eingemeindung von Watenstedt nach Gevensleben bekam sie die Bezeichnung „Gevensleben 2“. Heute stehen in Watenstedt nur noch ein Postbriefkasten zur Verfügung.
Die Edeka-Gemischtwarenhandlung von Fritz Rademacher wurde geschlossen. Außer einem Zigarettenautomat gibt es in Watenstedt keine Einkaufsmöglichkeit für Waren des täglichen Bedarfs mehr.
Die Gaststätte Zur Linde wurde ebenfalls geschlossen, so dass in Watenstedt keine Einkehrmöglichkeit mehr besteht.
Die Zuckerfabrik Müller & Co KG besteht nicht mehr, sie war eine der kleineren Zuckerfabriken im Landkreis Helmstedt. Der durch Röhrig & König errichtete Betrieb wurde 1864 nahe dem Bahnhof Watenstedt eröffnet, nachdem Watenstedt an das Schienennetz angeschlossen worden war. Die Bahnanbindung vereinfachte die Anlieferung der Zuckerrüben und Kohlen an die Fabrik. Von 1972 an wurde die Watenstedter Zuckerfabrik in die Zuckerfabrik Königslutter AG eingegliedert, die später von der Nordzucker AG übernommen wurde. 1975 erfolgte die Schließung der Zuckerfabrik Watenstedt, danach diente Watenstedt noch als Verladeort der Zuckerfabrik Königslutter AG.
Die Otto Rautenschlein Landhandel GmbH ist ein in Watenstedt ansässiger Landhandel. Das 1899 gegründete Unternehmen handelt mit Dünger, Getreide, Ölsaat, Pflanzenschutzmittel und Saatgut. 1952 wurde in Watenstedt ein Getreidelager erbaut, 1985 eine Getreideanlage vom Watenstedter Landhandelsunternehmen Albert Heyer GmbH & Co. KG übernommen.
Ein weiteres Watenstedter Unternehmen ist die Heider GmbH & Co. KG, die 2011 aus dem Watenstedter Straßen- und Tiefbauunternehmen Walter Heider hervorging und im Straßen- und Wegebau sowie im Rohrleitungsbau tätig ist.

### Öffentliche Einrichtungen

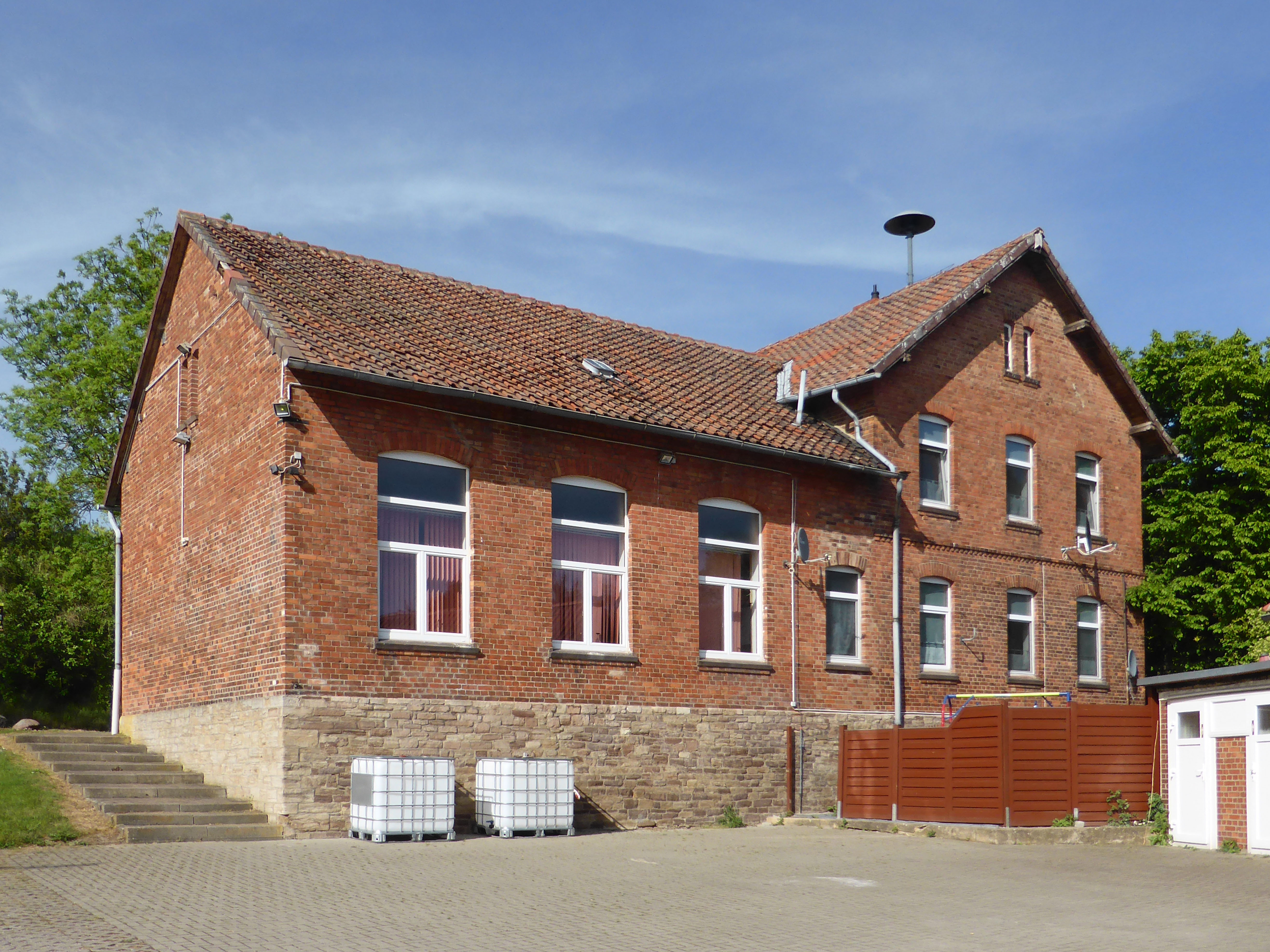
Ehemalige Schule

Die Freiwillige Feuerwehr Watenstedt wurde 1874 gegründet, 1995 entstand eine Jugendfeuerwehr. Seit 2021 bildet die Freiwillige Feuerwehr Watenstedt zusammen mit der Freiwilligen Feuerwehr Gevensleben den Standort Süd der Freiwilligen Feuerwehr Heeseberg.
Für Kinder steht ein Spielplatz zur Verfügung. Die Schule wurde geschlossen, die Grundschüler aus Watenstedt gehen heute in Jerxheim zur Schule. Über eine Kindertagesstätte verfügt Watenstedt nicht.
An der Kirche befindet sich ein Friedhof, der über eine Kapelle verfügt.

### Verkehr

#### Straßenverkehr

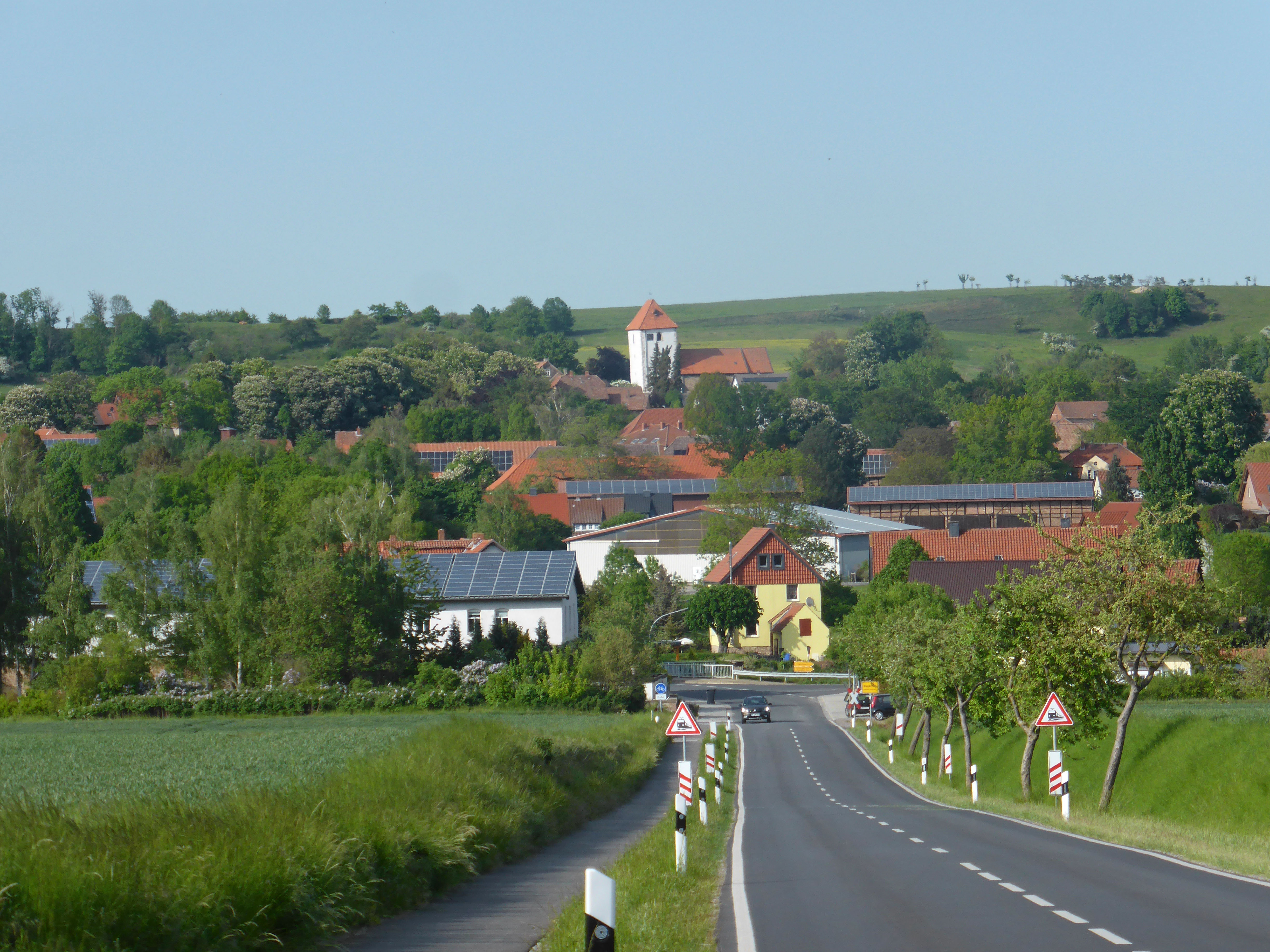
Landesstraße 622 mit Blick auf Watenstedt

Watenstedt liegt rund vier Kilometer westlich der Bundesstraße 244, die dort von Schöningen über Jerxheim nach Wernigerode in Sachsen-Anhalt führt. Rund sechs Kilometer nördlich von Watenstedt verläuft die Bundesstraße 82, die dort von Schöppenstedt über Wobeck nach Schöningen führt.
Durch Watenstedt verläuft die Landesstraße 623, die im Nordwesten über Barnstorf und Warle bis zur Bundesstraße 82 bei Küblingen führt. In südöstlicher Richtung führt die Landesstraße 623 von Watenstedt über Beierstedt bis nach Jerxheim-Bahnhof, wo sie an der Bundesstraße 244 endet. In Watenstedt endet die Landesstraße 622. Die von Hedeper im Landkreis Wolfenbüttel kommende Landesstraße 622 verläuft über Gevensleben nach Watenstedt, wo sie auf die Landesstraße 623 trifft. In der Ortslage von Watenstedt tragen die beiden Landesstraßen die Bezeichnung Bahnhofstraße.
Die Kreisstraße 31, in Watenstedt Jerxheimer Weg genannt, beginnt in Watenstedt an der Landesstraße 623 und verläuft in östlicher Richtung an der Jerxheimer Bauernsiedlung vorbei bis nach Jerxheim, wo sie an der Bundesstraße 244 endet.
Die Buslinie 372 führt von Watenstedt über Beierstedt und Jerxheim bis nach Söllingen, sowie über Gevensleben und Barnstorf bis nach Schöppenstedt. Die Buslinie 397 führt von Watenstedt über Beierstedt, Jerxheim und Schöningen bis nach Helmstedt, sowie in das Nachbardorf Gevensleben.

#### Eisenbahn

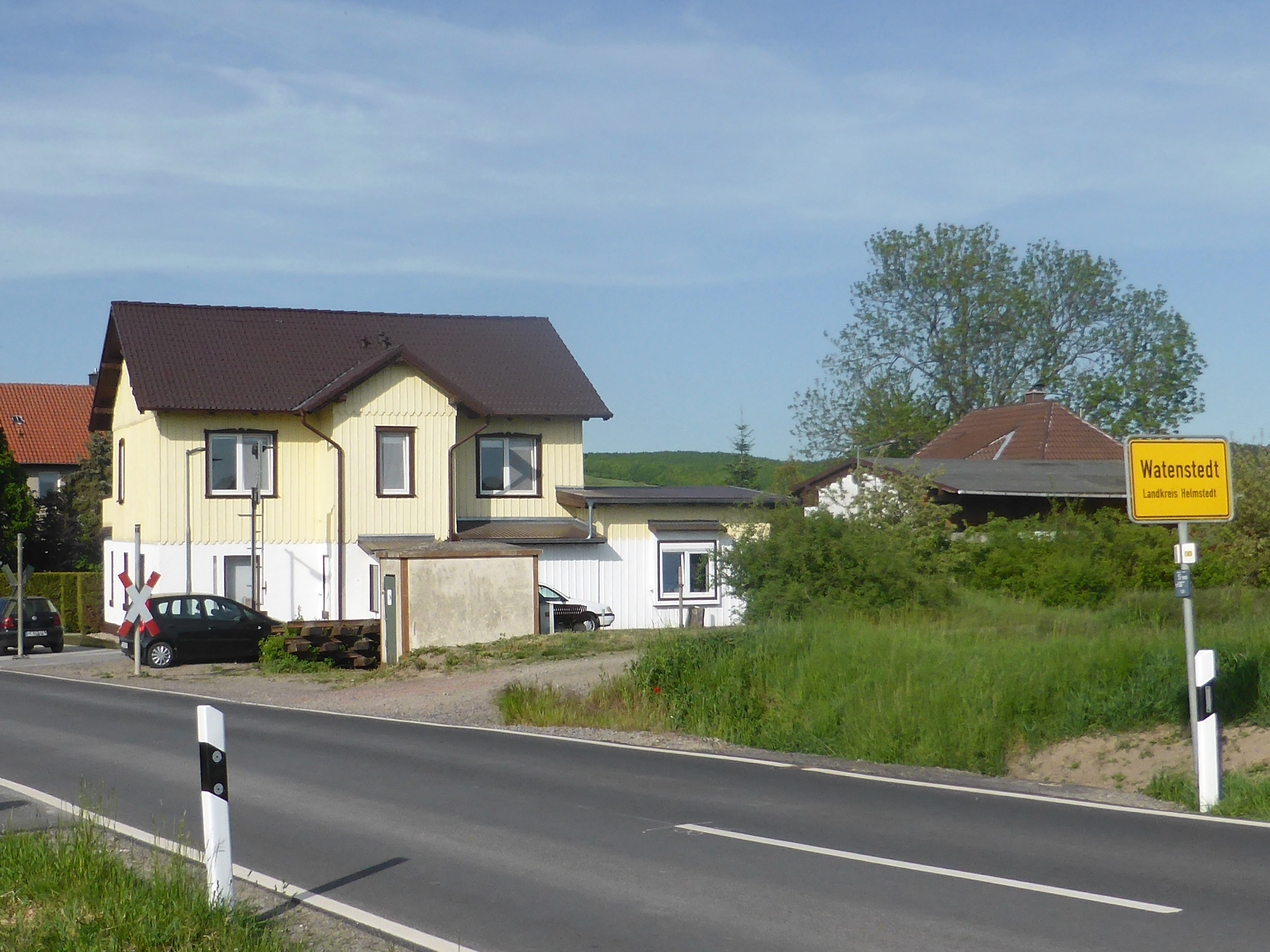
Ehemaliger Bahnhof

Südlich von Watenstedt führte die Bahnstrecke Wolfenbüttel–Oschersleben vorbei. Diese im Juli 1843 eröffnete Bahnstrecke war die erste Bahnstrecke im Landkreis Helmstedt. Über diese Strecke verlief bis 1871 der gesamte Verkehr von Berlin und Mitteldeutschland nach Hannover und ins Ruhrgebiet. Danach verlor die Strecke an überregionaler Bedeutung.
Watenstedt verfügte an der Straße nach Gevensleben über einen Bahnhof. Im Jahre 1900 wurden im Bahnhof Watenstedt 24.787 Fahrkarten verkauft, 1953 waren es 27.382. Bedeutend war der Bahnhof auch für die Watenstedter Zuckerfabrik, die nahe dem Bahnhof ansässig war. Die nächstliegenden Bahnhöfe waren Schöppenstedt und Jerxheim. 2007 wurde der Zugverkehr auf dieser Strecke eingestellt.